# Ишмухаметов, Ахмадулла Хозеич
Ахмадулла Хозеич Ишмухаметов (7 ноября 1919, пос. Лысьвенский завод, Пермский уезд, Пермская губерния — 16 апреля 1952, Свердловск) — гвардии майор, Герой Советского Союза (1944). Член ВКП(б) с 1942 года.

## Биография
Родился 7 ноября 1919 года в посёлке Лысьвенского завода Пермского уезда Пермской губернии в семье рабочего. Татарин.
Окончил 8 классов, курсы счётных работников. Работал инспектором-ревизором при Государственном контроле Свердловской области.
В 1939 году призван в Красную Армию. Направлен на учёбу в Омское военное пехотное училище, в феврале 1940 года с частью курсантов переведён в только что созданное Новосибирское военно-пехотное училище. Окончил его 10 июня 1941 года.
Участник Великой Отечественной войны с июня 1941 года. Прошёл путь от командира взвода до командира мотострелкового батальона. Член ВКП(б) с 1942 года. Отличился в боях за освобождение Западной Украины, города Львова летом 1944 года.
Командир мотострелкового батальона гвардии майор Ишмухаметов умело организовал действия батальона в боях при освобождении города Львова 21-23 июля 1944 года. Его стрелки в составе передового отряда ворвались в город первыми. Поддерживаемые огнём танков, бойцы выбивали из чердаков и подвалов зданий засевших там немецких автоматчиков и снайперов и расчищали вместе с сапёрами и разведчиками путь для танков. Батальон Ишмухаметова, прорвавшись вместе с танкистами к центру города, за три дня боёв уничтожил из противотанковых ружей и гранатами 6 «пантер», 3 «тигра», 4 пушки, 10 пулемётов, более 300 вражеских солдат и офицеров, около 100 гитлеровцев захватил в плен. Раненный в голову, комбат продолжал командовать батальоном до полного освобождения Львова.
Указом Президиума Верховного Совета СССР от 23 сентября 1944 года за образцовое выполнение заданий командования и проявленные мужество и героизм в боях с немецко-фашистскими захватчиками гвардии майору Ишмухаметову Ахмадулле Хозеичу присвоено звание Героя Советского Союза с вручением ордена Ленина и медали «Золотая Звезда» (№ 4428).
Награждён также тремя орденами Красного Знамени (02.10.1943, 07.05.1945, ...), медалями Медаль «За отвагу» (02.02.1943).
С 1945 года — в запасе. Жил и работал в Свердловске.
В 1950 году был вновь призван в армию и назначен заместителем военного комиссара Верхнепышминского горвоенкомата Свердловской области.
Умер 16 апреля 1952 года. Похоронен на Ивановском кладбище.

## Память
- На родине, в городе Лысьва, именем героя названа улица.
- На здании горисполкома в Лысьве установлена мемориальная доска.
- На Аллее героев в Лысьве установлен бюст.
- Мемориальная доска установлена на стенде «Верхнепышминцы и среднеуральцы Герои Советского Союза и полные кавалеры Ордена Славы» в экспозиция Музея военной техники в Верхней Пышме.

Мемориальная доска в Музее военной техники в Верхней Пышме